# Agrostis owarensis
Agrostis owarensis é uma espécie de gramínea do gênero Agrostis, pertencente à família Poaceae.